# Броненосни крайцери тип „Орландо“
Орландо (на английски: Orlando) са серия броненосни крайцери на Кралския военноморски флот. Всичко от проекта са построени 7 единици: „Орландо“ (на английски: Orlando) и „Австралия“ (на английски: Australia), „Ъндаунтед“ (на английски: Undaunted), „Нарцисус“ (на английски: Narcissus), „Галатея“ (на английски: Galatea), „Имморталитѐ“ (на английски: Immortallite), „Аврора“ (на английски: Aurora). Този проект разочарова флота и за известно време британците изобщо престават да строят броненосни крайцери. В същото време проекта е основа за създаването на броненосните крайцери тип „Инфанта Мария Тереза“ в испанския флот.
Британския флот в се връща към сторителството на бронепалубни крайцери от 1-ви ранг. Новата линия от тях започва с типа „Блейк“.
Това са първите в света броненосни крайцери, които са без ветрилно стъкмяване първоначално по проект.

## История на службата
„Орландо“ – заложен на 23 април 1885, спуснат на вода на 3 август 1886, влязъл в строй през юни 1888 година.
„Австралия“ – заложен на 21 април 1885, спуснат на вода на 25 ноември 1886, влязъл в строй през октомври 1888 година.
„Ъндаунтед“ – заложен на 23 април 1885, спуснат на вода на 25 ноември 1886, влязъл в строй през юли 1889 година.
„Нарциссус“ – заложен на 27 април 1885, спуснат на вода на 15 декември 1886, влязъл в строй през юли 1889 година.
„Галатея“ – заложен на 21 април 1885, спуснат на вода на 10 март 1887, влязъл в строй през март 1889 година.
„Имморталитѐ“ – заложен на 18 януари 1886, спуснат на вода на 10 март 1887, влязъл в строй през в март 1889 година.
„Аврора“ – заложен на 1 февруари 1886, спуснат на вода на 28 октомври 1887, влязъл в строй през юли 1889 година.